# Polystichum wulingshanense
Polystichum wulingshanense är en träjonväxtart som beskrevs av S.F.Wu. Polystichum wulingshanense ingår i släktet Polystichum och familjen Dryopteridaceae. Inga underarter finns listade.